# Родезијски грађански рат
Родезијски грађански рат (енгл. Rhodesian bush war, познат и као Ослободилачки рат Зимбабвеа и Друга Чимуренга) био је војни сукоб између герилских организација, Афрички народни савез Зимбабвеа и Афрички национални савез Зимбабвеа и Армије Родезије у међународно непризнатој држави Родезији. Трајао је од 1964. до 1979. године.

## Позадина
Крајем 19. века, Велика Британија је освојила велику територију у јужној Африци и формирала колонију звану Јужна Родезија (данас држава Зимбабве). Колонију су постепено насељавали европски досељеници, попут Британаца, Бура и Немаца. Године 1923, Јужна Родезија је добила статус самоуправне територије. Велика Британија се није уплитала у унутрашње послове Јужне Родезије, која је била одана својој метрополи (нпр., бели грађани Јужне Родезије су током Другог свјетског рата учествовали у борбама у редовима британских оружаних снага). У Јужној Родезији црна већина није у потпуности била одсутна у власти, али јој је приступ до ње је био запречен одредницама попут финансијске или образовне квалификованости.
Након Другог светског рата у контексту опште кризе британске колонијалне империје покушана је реорганизација колонијалне управе како би се задржала моћ Велике Британије у колонијама. На пример, од 1953. до 1963. створена је Федерација Родезије и Њасаленда, која је укључивала Јужну Родезију, Северну Родезију (модерна Замбија) и Њасаленд (модерна Малави). Након слома Федерације у 1963. све њене чланице су постале независне, осим Јужне Родезије. То је изазвало талас народног незадовољства у Јужној Родезији. Британска влада је оправдавала своје акције против Јужне Родезије да треба поштовати начело „Независност тек након владавине већине”. С друге стране, то начело није примењено у Јужноафричкој Унији.
У Јужној Родезији је 1964. на власт након избора дошла странка Народног фронта на челу с Ијаном Смитом. Вођа Јужне Родезије водио је дуге преговоре с Великом Британијом по питању независности. Након неуспеха преговора, 11. новембра 1965. године, влада Ијана Смита једнострано је прогласила независност. Проглашена држава добиа је име Родезија. Британска влада, као и владе других земаља нису признале независност Родезије. Савет безбедности УН усвојило је 1966. одлуку о примени економских санкција против Родезије.
У Јужној Родезији је 1961. основана странка Афрички народни савез Зимбабвеа (ЗАПУ). Годину дана касније, организација је била забрањена и почела да делује илегално. Њен циљ био је рушење режима Ијана Смита. Године 1963, из ЗАПУ-а се одвојила група чланова који су формирали странку Афрички национални савез Зимбабвеа (ЗАНУ), која је такође позивала на оружану борбу против владе Родезије.

## Рат
Једнострано проглашење независности Родезије и одбијање већине земаља да га признају је протумачено као слабост владе, па су вође ЗАНУ Роберт Мугабе и ЗАПУ Џошуа Нкомо, покренули 1965. герилске акције против људи и владиних снага у Родезији из суседног Мозамбика, Боцване и Замбије.
Рат су активно искориштавала два супротстављена светска политичка блока. ЗАНУ и ЗАПУ су изјавама да ће нако доласка на власт градити социјализам обезбедиле политичку подршку и знатну финансијску помоћ од Совјетског Савеза, Кине и Северне Кореје. Ове земље су такође послале своје војне саветнике и инструкторе у обучавању бораца ЗАПУ и ЗАНУ.
Истовремено је Мугабе одржавао везе с Пекингом, а Нкомо с Москвом. Контрадикције између лидера ослабиле су ефикасност њихове борбе што је повремено ескалирало у оружаним сукобима између ЗАПУ-а и ЗАНУ-а. Почетком 1970-их, ЗАПУ и ЗАНУ су ипак успеле да у борби против заједничког непријатеља формирају „Патриотски фронт” у саставу којег су оба покрета задржала своју пуну аутономију. До 1972. године, герилски рат доживео посебно снажан замах.
Оружане снаге Родезије бројиле су 1977. 10.000 војника. Пешадија (8200 људи) се састојала од три пешадијска батаљона, падобранског батаљона, артиљерије, инжењерије и других родова, међу којима су биле бројне јединице за посебне намене. Ваздухопловне снаге (1.300 војника) имале су 48 борбених авиона и 50 хеликоптера. Осим тога, у антигерилске акције биле су активно укључене јединице Родезијске специјалне ваздушне службе (по узору на британски САС), као и специјалне полицијске јединице Родезије и Служба за криминалистичке истраге. Родезијска војска је била далеко боље обучена и знатно дисциплинованија и показала се као веома ефикасна у противгерилским дејствима.
Планским угрожавањем цивилног становништва, како ЗАПУ, тако и ЗАНУ, су стварале плански убрзавале исељавање белаца. Ово не само да је озбиљно нарушавало морал белог становништва, већ је постепено смањило и доступност нових регрута и обучених резервиста војске и полиције.
Одређене земље (посебно Јужна Африка, а до 1974. године и Португалија) су игнорисале резолуцију Већа безбедности УН-а и наставиле да послују с Родезијом. Оружје за Родезију било је куповано западној Европи и САД-у преко посредника. Због ниских ресурса мобилизације сопственог становништва, родезијска влада је настојала у своје редове да привуче што више плаћеника, чије је учешће значајно допринело антиродезијској пропаганди.
Борба је била брутална на обе стране, а била је попраћена и значајним бројем цивилних жртава. Кинеска и Совјетска подршка ЗАНУ-у и ЗАПУ-у и међународна изолација Смитовог режима довели су до неизбежног пораза Родезије. Посебно велик ударац влада Ијана Смита доживела је државним ударом у Португалији у априлу 1974, након чега је нова португалска влада дала независност Мозамбику. Подручје које је дотада било главна база за снабдевање Родезије и њена главна веза према спољном свету, готово тренутно се претворило у непријатељски настројену социјалистичку државу Мозамбик и главну базу герилаца „Патриотског фронта”.

## Крај рата
Као резултат многих фактора, крајем 1970-их, влада Родезије је ступила у преговоре са умереним црначким политичарима о завршетку рата и решавању будућности ове земље. Резултат дуготрајних преговора био је интерни споразум о оснивању владе националног јединства са знатним учешћем црначке већине.
У рату је укупно погинуло око 30.000 људи.
Избори у новој влади заснивали су се на начелу „један човек, један глас” под надзором међународних посматрача. На изборима одржаним 1. јуна 1979. године председник владе је постао је бискуп Абел Музорева, а земља је преименована у Зимбабве-Родезија. Влада Уједињеног Краљевства није била задовољна оваквим решењем, па је иницирала нове преговоре који су одржани од 10. септембра да 15. децембра 1979. године, у вили „Ланкастер хаус” у Лондону, под председавањем лорда Карингтона, британског министра унутрашњих послова. Музорева је био приморан да прихвати нове изборе.
На основу споразума у Ланкастер хаусу, управа над земљом је 11. децембра 1979. године враћена Британској империји. Наредног дана је управу преузео лорд Соумс, а држава је формално поново постала колонија под именом „Јужна Родезија”.
Скупштински избори су одржани крајем фебруара 1980, након кампање коју су обележиле масовно застрашивање и бројна друга кршења људских права и изборног процеса Мугабеовог ЗАНУ. Власти Уједињеног Краљевства су на кратко разматрале могућност дисквалификовања ЗАНУ из учешћа у изборима због флагрантног кршења Споразума из Ланкастер хауса, али на крају нису предузеле ништа.
Дана 4. марта 1980. године, Мугабеов ЗАНУ је однео убедљиву победу. Ривалски УАНЦ је освојио само три од осамдесет места резервисаних за црначко становништво у Представничком дому.
Јужна Родезија је под Мугабеовим вођством 18. априла 1980. године постала Република Зимбабве.